# Ranchería de San Martín Obispo
Ranchería de San Martín Obispo är ett samhälle i Mexiko, tillhörande kommunen Donato Guerra i sydvästra delen av delstaten Mexiko. Orten hade 892 invånare vid folkräkningen 2010.